# Differenz-von-Differenzen-Ansatz

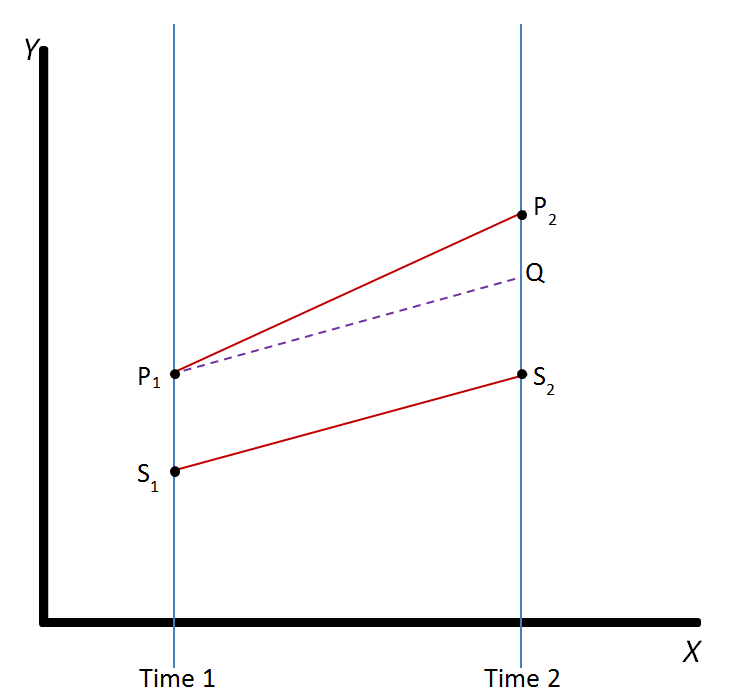
Die gestrichelte Linie P_{1}-Q zeigt an, wie sich die Werte hätten entwickeln müssen, wenn die beiden Gruppen denselben Einflussfaktoren ausgesetzt wären (Kontrollgruppe). Die Linie P_{1}-P_{2} zeigt aber die tatsächliche gemessene Entwicklung. Die Differenz zwischen der Prognose und der tatsächlichen Entwicklung (Q-P_{2}) zeigt die Effektstärke an.

Der Differenz-von-Differenzen-Ansatz, kurz DvD-Ansatz (englisch Difference-In-Differences approach, kurz DID, oder Double difference, kurz DD) ist ein in der Ökonometrie gebräuchlicher Ansatz, um einen kausalen Effekt festzustellen und dessen Stärke zu beschreiben.
Das zugrundeliegende Forschungsdesign arbeitet mit einer Behandlungs- und einer Kontrollgruppe. Es entspricht etwa einer Längsschnittstudie, das heißt, es müssen Daten derselben Untersuchungseinheiten über mindestens zwei Zeitpunkte vorliegen (siehe gepaarte Stichprobe, Paneldaten, Kohortenstudie) und zwar vor und nach einer Einflussnahme, z. B. einer Informationskampagne oder Politikmaßnahme. Da aber bei vielen ökonometrischen Fragestellungen eine zufällige Zuteilung (Randomisierung) der Versuchsteilnehmer auf eine Behandlungs- oder Kontrollgruppe nicht möglich ist, behandelt man eine bereits definierte Personengruppe (z. B. einen Bezirk oder eine Stadt) als die Behandlungs- und eine andere Gruppe als die Kontrollgruppe (z. B. Nachbar-Bezirk). Durch die fehlende Randomisierung unterscheidet sich das Forschungsdesign von einem psychologischen Experiment und entspricht eher einem Quasi-Experiment.
Eine frühe Anwendung der Methode findet sich bei Feldstein (1995). Allerdings ist die grundlegende Idee des DvD-Ansatz wahrscheinlich so alt wie die der Instrumentvariable. Es gibt eine Referenz von Kennan (1995) auf einen Bericht aus dem Jahre 1915, der eine Art DvD-Ansatz gebraucht, um die Effekte von Mindestlöhnen zu untersuchen. Ein ähnliches Verfahren zur Entdeckung von Kausaleffekten ist die Regressions-Diskontinuitäts-Analyse.

## Ansatz
Der Ansatz basiert im Prinzip auf der Regressionsanalyse, deren Annahmen auch für DvD vorausgesetzt werden. Zusätzlich gibt es die Trend-Annahme, dass beide Beobachtungsgruppen sich gleich verhalten oder entwickelt hätten, ohne eine entsprechende Intervention oder ein Programm. Um die Annahme paralleler Trends zu testen, gibt es verschiedene Möglichkeiten. Liegen Daten aus frühen Perioden vor der Intervention vor, kann ein Placebo-DvD-Effekt untersucht werden (es sollte sich kein Effekt zeigen). Eine andere Variante sieht den Gebrauch einer weiteren Kontrollgruppe vor (der Effekt sollte sich weiterhin zeigen).
Der DvD-Ansatz beschreibt den Zusammenhang zwischen den Gruppen über die Zeit durch die folgende Gleichung:
{\displaystyle Y_{it}=\left(\beta _{0}+\beta _{1}D_{it}\right)+\delta _{0}{\text{post}}_{i}+\delta _{1}\left(D_{it}\times {\text{post}}_{i}\right)+\varepsilon _{it}},
hierbei bezeichnet:
- {\displaystyle Y_{it}} die Antwortvariable für Individuum oder Beobachtung {\displaystyle i} zum Zeitpunkt {\displaystyle t}
- {\displaystyle \beta _{0}} die Regressionskonstante
- {\displaystyle \beta _{1}} einen unbekannten Regressionsparameter, der den Effekt der für die Behandlungsgruppe spezifisch ist und der die durchschnittlichen dauerhaften Unterschiede zwischen Behandlungs- und Kontrollgruppe berücksichtigt
- {\displaystyle D_{it}={\begin{cases}1&{\text{falls}}\quad {\text{i in der Behandlungsgruppe}}\\0&{\text{falls}}\quad {\text{i in der Kontrollgruppe}}\end{cases}}} erfasst die möglichen Unterschiede zwischen Behandlungs- und Kontrollgruppe vor der Intervention. Es handelt sich also um eine Dummy-Variable für die stattfindende Intervention
- {\displaystyle \delta _{0}} ist der Zeit-Trend, der der Kontroll- und Behandlungsgruppe gemeinsam ist
- {\displaystyle {\text{post}}_{i}={\begin{cases}1&{\text{falls}}\quad {\text{t nach der Intervention}}\\0&{\text{falls}}\quad {\text{t vor der Intervention}}\end{cases}}} ist eine Zeitabhängige Dummy-Variable, die die aggregierten Faktoren berücksichtigt, die sogar in der Abwesenheit einer Intervention eine Änderung in der Antwortvariablen hervorrufen würden
- {\displaystyle \delta _{1}} ist der zu schätzende Parameter des Interesses (der „wahre Behandlungseffekt“), der ein Koeffizient des Interaktionsterms {\displaystyle D_{it}\times {\text{post}}_{i}} ist
- {\displaystyle D_{it}\times {\text{post}}_{i}} ist eine Dummy-Variable für die Beobachtungen, die in der Behandlungsgruppe und zugleich in der Post-Intervention-Periode liegen
- {\displaystyle \varepsilon _{it}} eine additive unbeobachtbare Störgröße

Das Ziel der Differenz-von-Differenzen-Schätzung ist es einen Schätzer zu finden, der gewisse statistische Gütekriterien erfüllt. Der interessierende Effekt einer Intervention (z. B. einer Politikmaßnahme) findet sich als Interaktion der Dummy-Variablen (Differenz-von-Differenzen-Schätzer):
{\displaystyle {\hat {\delta }}_{1}=({\overline {Y}}_{2}-{\overline {Y}}_{1})_{D=1}-({\overline {Y}}_{2}-{\overline {Y}}_{1})_{D=0}=({\overline {Y}}_{2}^{T}-{\overline {Y}}_{1}^{T})-({\overline {Y}}_{2}^{C}-{\overline {Y}}_{1}^{C})=\underbrace {\underbrace {({\overline {Y}}_{2}^{T}-{\overline {Y}}_{2}^{C})} _{={\text{Differenz}}}-({\overline {Y}}_{1}^{T}-{\overline {Y}}_{1}^{C})} _{={\text{Differenz von Differenzen}}}},
wobei der Querstrich jeweils das arithmetische Mittel einer Variablen beschreibt, der Index für den jeweiligen Zeitpunkt und das hochgestellte {\displaystyle T} und {\displaystyle C} für die Gruppenzugehörigkeit (Behandlungsgruppe (englisch Treatment Group) bzw. Kontrollgruppe (englisch Control Group)) steht. Der geschätzte Effekt des Interesses {\displaystyle {\hat {\delta }}_{1}} (Delta für Differenz) beschreibt dann den geschätzten durchschnittlichen kausalen Effekt. Da er sich durch die Differenz von Differenzen errechnet, wird er auch Differenz-von-Differenzen-Schätzer genannt.

## Anwendungsbeispiele

### Gedankenbeispiel
In einer Stadt A gebe es 5.675 und in Stadt B 3.113 Arbeitslose. Die Regierung von B führt ein Projekt zur beruflichen Weiterbildung von Arbeitslosen durch. Bei Projektende weist die Stadt B nun 3.201 Arbeitslose auf – die Arbeitslosigkeit ist wegen einer Rezession trotz des Projektes angestiegen. Die Zunahme in B beträgt 88 Personen (entspricht 2,83 %). Unter der Annahme, dass sich die Arbeitslosenzahl von Stadt A innerhalb der gleichen Zeit gleich entwickelt hätte, falls dort ein gleichartiges Weiterbildungsprojekt unternommen worden wäre, müssten demnach dort 5.675 + 88 = 5.763 Arbeitslose leben (Zunahme 1,55 %). Tatsächlich leben aber nun in der Stadt A zum zweiten Zeitpunkt 5.851 Arbeitslose, also 176 mehr (Zunahme 3,1 %).
Die Differenz der Arbeitslosenzahlen in jeder Stadt (Vorher-Nachher-Vergleich bei beiden Städten getrennt) führt zur Differenz der Differenzen (Differenz der zwei Vorher-Nachher-Vergleiche). Diese erlaubt es, eine Aussage über die Effektivität der Weiterbildungsmaßnahme zu treffen. Die Schlussfolgerung wäre, dass 88 - 176 = -88, also dass die Arbeitslosenquote durch die Weiterbildungsmaßnahme in Stadt B verringert wurde.
Es muss hier beachtet werden, dass nicht mit den prozentualen Zu- und Abnahmen gerechnet werden darf, sondern ausschließlich mit den absoluten. 

### Operation Barga
Operation Barga war eine Landreform in Westbengalen, einem indischen Bundesstaat (Start 1978). Der Nachbarstaat Bangladesch hat viele Gemeinsamkeiten bezüglich der Bevölkerung, Kultur, Klima und anderer Aspekte. Vor Operation Barga war das Produktivitätswachstum im Agrarsektor in beiden Regionen etwa gleich. Hauptsächlich wurde Reis produziert. Über einen Zeitraum von etwa 1970 bis 1990 wurde die Reisernte in beiden Ländern gemessen (Paneldaten). Um zu zeigen, dass die politische Maßnahme dieser Landreform einen nachweisbaren Effekt auf die Reiserträge hatte, kann eine Differenz-von-Differenzen-Schätzung durchgeführt werden.
Dabei wird die Veränderung der Erträge (vor und nach Operation Barga) in den Distrikten von Westbengalen mit den entsprechenden Änderungen der Kontrolldistrikte in Bangladesch verglichen.

### Mindestlohn in New Jersey
Die Untersuchung des Effekts eines Mindestlohns auf die Arbeitslosigkeit ist eine wichtige Frage der Arbeitsökonomik. Im April 1992 wurde der Mindestlohn in New Jersey von 4,25 Dollar auf 5,05 Dollar angehoben. David Card und Alan B. Krueger sammelten Daten aus Fast Food-Restaurants im Februar und November des Jahres 1992 (also vor und nach der Reform) und ähnliche Daten in Pennsylvania, einem Nachbarstaat. Der Mindestlohn dort blieb in dieser Zeit bei 4,25 Dollar.
Die Autoren konnten in diesem Fall keinen Hinweis finden, dass die Erhöhung des Mindestlohnes zu weniger Beschäftigung geführt hätte.

## Erweiterung
Es gibt auch Modelle die mit einer dreifachen Differenz arbeiten. Die entsprechende Verallgemeinerung wird Differenzen-von-Differenzen-von-Differenzen-Ansatz, oder Dreifachen-Differenzen-Ansatz (englisch difference in differences in differences, kurz DDD oder kurz triple difference, kurz TD) genannt. Ein entsprechendes Beispiel würde neben den Zeitpunkten und einer Gruppenzugehörigkeit (z. B. Leben in einer Region und einer Nachbarregion) eine weitere Unterschiedsvariable der Untersuchungsobjekte annehmen, etwa eine persönliche Charakteristik der Teilnehmer (z. B. nach ihrer Qualifikation).
Die Methode kann theoretisch beliebig ausgedehnt werden. Der Zusatznutzen ist allerdings fraglich. Im Falle von einer Behandlungsgruppe und zwei Kontrollgruppen, würde ein DvD-Schätzer, der Null ist, nur die Teststärke reduzieren und den Standardfehler vergrößern. Wäre er nicht Null, ergäben sich Fragen nach der internen Validität des ursprünglichen DvD-Schätzers.
Eine Beispielarbeit die sowohl den DDD-Ansatz als auch die Instrumentvariablenschätzung nutzt, findet sich bei Tsoutsoura, 2010. Diese Arbeit untersucht den Effekt der Erbschaftssteuer auf die Firmennachfolge und Investitionsentscheidungen.